# Aeródromo de la base Mario Zucchelli

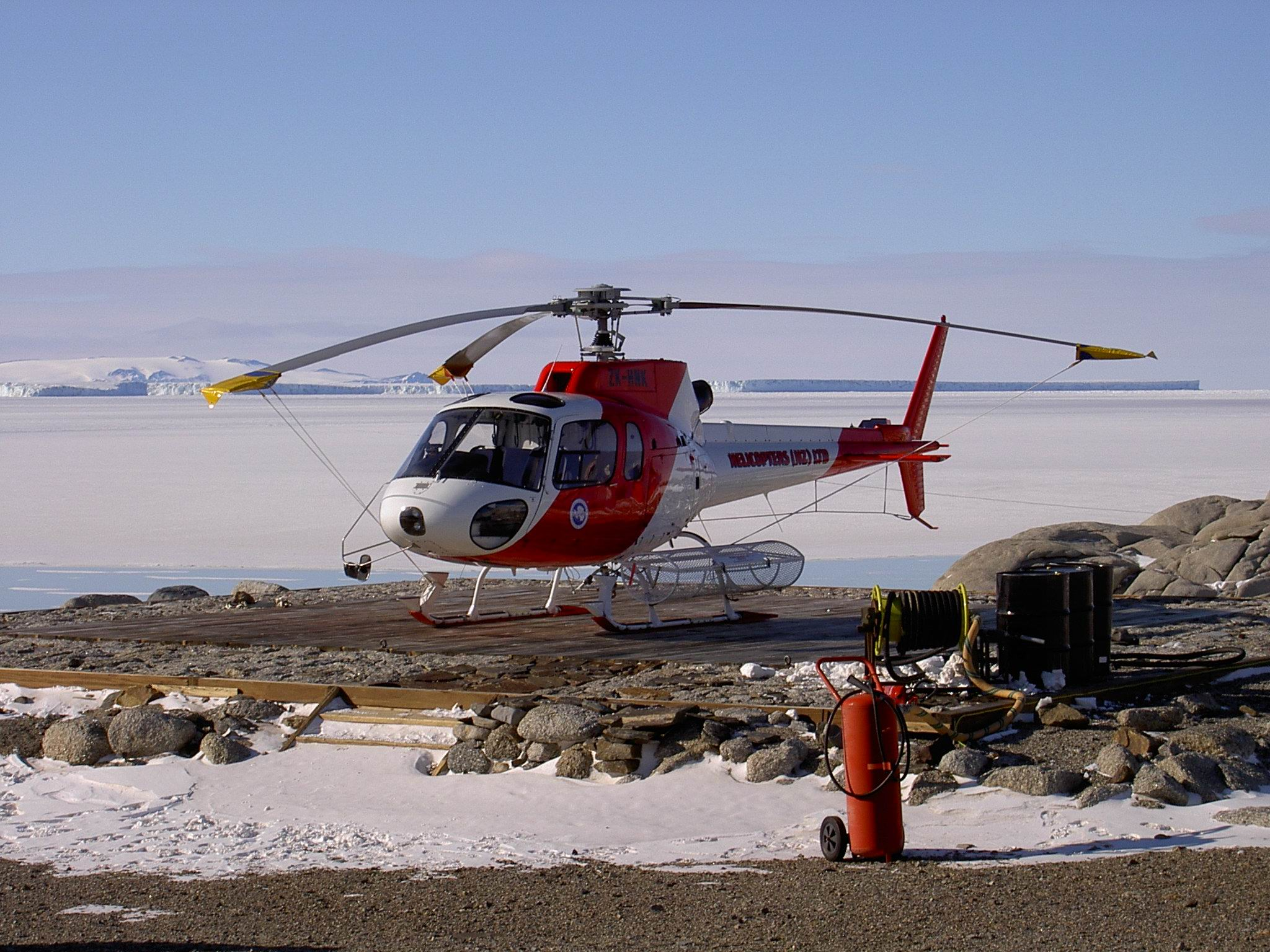
Uno de los aviones de Helicopters New Zealand utilizados por el programa italiano en la bahía de Tera Nova, estación Mario Zucchelli.

El aeródromo de la base Mario Zucchelli (en inglés: Mario Zucchelli Runway) es un aeródromo de hielo de la Antártida operado por la ENEA del Programa Nacional de Investigaciones en la Antártida de Italia. Las dos pistas se ubican sobre el hielo marino de la bahía Terra Nova en la costa Scott de la Tierra de Victoria y sirven a la base Mario Zucchelli.
La base Zucchelli opera en el verano austral entre octubre y febrero y utiliza los aeródromos Paso Browning y Lago Enigma cuando el hielo del mar de Ross en la bahía Terra Nova pierde consistencia y no permite el uso de las pistas.
La pista más larga está ubicada a ubicada sobre el nivel del mar a 1.5 km de la base en dirección noroeste a 74°40′23″S 164°6′28″E / -74.67306, 164.10778 y tiene 3089.9 m de largo y 75.9 m de ancho. Es utilizada por aviones con ruedas C-130 Hercules desde octubre a diciembre. Estos aviones operan desde Christchurch en Nueva Zelanda trasladando personal y equipos hasta Zucchelli vía la base McMurdo. La pista es habilitada a fines de octubre o principio de noviembre y recibe en promedio 8 vuelos intercontinentales por temporada, duran cada uno unas 7 horas.
La pista más corta está ubicada a ubicada sobre el nivel del mar a 0.9 km de la base en dirección noreste a 74°41′31″S 164°7′18″E / -74.69194, 164.12167 y tiene 1641.5 m de largo y 50 m de ancho. Dos o más helicópteros Ecureuil asisten a las investigaciones de campo.

## Puente aéreo de los Twin Otter
El transporte liviano de cargas y pasajeros entre las bases Mario Zucchelli, Dumont d'Urville y Concordia es realizado por aviones con esquíes Twin Otter desde fines de octubre hasta que las condiciones del hielo lo permitan en febrero. Uno o dos aviones soportan las investigaciones científicas transportando material y equipos principalmente hacia la base Concordia en el domo C. Pueden transportar una tonelada de mercancías o 6 pasajeros con su equipaje polar y su alcance es de menos de 1000 km. Estos aviones pertenecen a la compañía canadiense Kenn Borek Air y en temporada estival austral parten de su base en Calgary (Canadá) con piloto, copiloto y mecánico viajando a la Antártida en un viaje de dos semanas vía Punta Arenas en Chile. En el aeródromo de Punta Rothera cambian sus ruedas por esquíes y luego pasando por el aeródromo Jack F. Paulus en el polo sur alcanzan la base McMurdo antes de llegar a Zucchelli.
En los viajes entre la pista menor de Zucchelli y el aeródromo de Concordia (1165 km) los aviones hacen escala en el aeródromo Mid Point, ubicado a 532 km de Zucchelli. En caso de no estar disponibles ninguna de las pistas de hielo marino de Zucchelli, los aviones utilizan el aeródromo Lago Enigma o el aeródromo Paso Browning. Entre Zucchelli y el aeródromo D-10 de la base Robert Guillard (inmediata a Dumont d'Urville) los vuelos son de 1263 km, debiendo hacer escala de reabastecimiento en el campamento Domo Talos a 258 km de Zucchelli. Previamente se utilizó el aeródromo Sitry a 601 km de Zucchelli y a 653 km de S-10, pero debió abandonarse por los sastrugis. Entre S-10 y Concordia (1160 km) la escala se realiza en el aeródromo D-85 a 414 km de S-10.